# تاما فاساول
تاما فاساول (انگلیسی: Tama Fasavalu؛ زادهٔ ) یک بازیکن فوتبال است.